# Gondos Bocsok – Utazás Mókavárosba
A Gondos Bocsok – Utazás Mókavárosba (eredeti cím: Care Bears: Journey to Joke-a-Lot) 2004-ben megjelent amerikai–kanadai 3D-s számítógépes animációs film. Kanadában 2004. március 30-án mutatták be.
Amerikában 2004. október 5-én, Magyarországon 2004-ben adták ki DVD-n. Új magyar szinkronnal a TV2-n 2007. december 24-én vetítették le a televízióban.

## Cselekmény
|  | Alább a cselekmény részletei következnek! |

Mókamacinak egyszer egy tréfája rosszul sikerült, ezért úgy döntött, hogy egy olyan vidékre megy el az Óvómacik falujából, ahol boldogan látja mindenki a tréfáit. Éppen Mókavárosba megy el és amint megérkezik máris kinevezik királlyá ebben a hóbortos birodalomban és ebben a városban a tréfa a mester! A királyhoz méltó jogart is Mókamacira rábízzák és ez őrzi a varázslatos hatalommal rendelkező koronaékszereket, amelyeket Mókavárosban mágiával rendelkező titkoknak nyitnak. A bocsok aggódottan gondolnak a barátjukra, mi lehet vele. Jószívű Maci, Vígmaci és a többi Óvómaci is, Mókamaci után megy, hogy hazavigyék. Mókamaci vajon a csodálatos tréfálkozást vagy a szívből szerető barátainak társaságát választja e? Ott marad e azon a humoros helyen, ahol nem szabad használni olyan szót sem, hogy komoly, vagy hazamegy a szivárványos falucskába, a barátaihoz? Ez is meglátható a történetben, végig kísérve ezt a csupa szép énekekkel, csupa jó gondoskodással, csupa nevettető tréfával, csupa szép szeretettel teli mesét.
|  | Itt a vége a cselekmény részletezésének! |

## Szereplők
| Szereplő          | Magyar hangja   | Magyar hangja  | Leírás                                                                 |
| Szereplő          | 2004            | 2007           | Leírás                                                                 |
| ----------------- | --------------- | -------------- | ---------------------------------------------------------------------- |
| Funshine          | Molnár Levente  | ?              | Sárga gondos bocs, hasán nap.                                          |
| Share Bear        | Szénási Kata    | ?              | Levendula színű gondos bocs, hasán egy pár nyalóka.                    |
| Tenderheart       | Fekete Zoltán   | ?              | Barna gondos bocs, hasán piros szív, rózsaszín vázlattal.              |
| Good Luck         | Kisfalusi Lehel | ?              | Zöld gondos bocs, hasán négylevelű lóhere.                             |
| Cheer             | Simonyi Piroska | ?              | Rózsaszín gondos bocs, hasán szivárvány.                               |
| Grumpy            | Markovics Tamás | ?              | Sötét kék gondos bocs, hasán esőfelhő, cseppekkel és szívekkel         |
| Wish              | Roatis Andrea   | ?              | Türkíz kék gondos bocs, hasán sárga hulló csillag.                     |
| Love-a-lot        | Mics Ildikó     | ?              | Rózsaszínű gondos bocs, hasán egy pár szív.                            |
| Champ             | Vári Attila     | ?              | Kék gondos bocs, hasán sárga trófea, piros szívvel.                    |
| Friend            | Kokas Piroska   | ?              | Barackszínű gondos bocs, hasán egy pár sárga virág.                    |
| Laugh-a-lot       | Martin Adél     | ?              | Narancssárga gondos bocs, hasán sárga csillag.                         |
| Bedtime           | Szokol Péter    | ?              | világos kék gondos bocs, hasán kék félhold, sárga csillaggal akasztva. |
| Funnybone         | Jakab Csaba     | Kapácsy Miklós | Egy agyafúrt patkány.                                                  |
| Gig               | Törtei Tünde    | Dögei Éva      | Egy kedves malac lány.                                                 |
| Philo             | Janovics Sándor | ?              | 1. légy                                                                |
| Bidel             | Beratin Gábor   | ?              | 2. légy                                                                |
| Cleon             | Faragó András   | ?              | 3. légy                                                                |
| Grand Duke Giggle | Versényi László | ?              |                                                                        |
| Scribe            | Tóth Szilvia    | ?              |                                                                        |

- További magyar hangok (1. magyar szinkronban): Bauer Eszter, Bor László, Csampisz Ildikó, Ungvári Gergely, Ungvári Zsófi, Vágó Lili
- Énekhangok (1. magyar szinkronban): Bardóczy Attila, Kerekes Andrea, Mahó Andrea, Makay Andrea